# Bioenergetica (biologia)
La bioenergetica è la branca della biochimica che studia tutti i processi attraverso cui le cellule utilizzano, immagazzinano e scambiano energia. È un'area di ricerca biologica che prevede lo studio di processi cellulari quali ad esempio la respirazione cellulare, e di molti altri processi metabolici che possono portare alla produzione e utilizzazione di energia sotto forma di molecole ATP.

## Energia e organismi biologici
La bioenergetica è quella parte della biochimica che si occupa dell'energia coinvolta nella formazione e rottura dei legami chimici nelle molecole appartenenti a organismi biologici.
Crescita, sviluppo e metabolismo sono alcuni degli argomenti fondamentali nello studio degli organismi biologici. Per tutti questi processi biologici il ruolo dell'energia è cruciale. La capacità di ricavare energia attraverso una varietà di percorsi metabolici è una proprietà di tutti gli organismi viventi. La vita è strettamente dipendente da trasformazioni di energia; gli esseri viventi sopravvivono grazie a scambi di energia interni ed esterni.
All'interno di un organismo vivente, i legami chimici vengono creati e distrutti come effetto dello scambio e della trasformazione di energia. Energia viene resa disponibile per essere utilizzata come lavoro meccanico o in altri processi chimici e metabolici, quando legami deboli vengono distrutti per formare legami più forti. La produzione di legami forti permette il rilascio di energia utilizzabile.
Gli esseri viventi possono ottenere energia da sostanze organiche o inorganiche. Ad esempio, i litotrofi sono in grado di ossidare minerali quali nitrati o alcuni composti dello zolfo (zolfo elementare, solfiti, e acido solfidrico) per produrre ATP. Con la fotosintesi, gli autotrofi possono produrre ATP sfruttando l'energia luminosa. Gli eterotrofi per sopravvivere devono consumare composti organici la maggior parte dei quali sono carboidrati, grassi, e proteine. La quantità di energia effettivamente ottenuta dall'organismo è inferiore al totale di quella contenuta nel cibo, a causa di inefficienze nella digestione, nel metabolismo, e nella termogenesi.
Al fine di rilasciare energia, i composti sono generalmente combinati con l'ossigeno, anche se diversi organismi sono in grado di mettere in atto l'ossidazione anaerobica di alcune sostanze. I legami che costituiscono le molecole dei nutrienti e dell'ossigeno libero sono relativamente deboli se confrontati con quelli che legano il diossido di carbonio con l'acqua. L'utilizzo di questi composti è una forma di combustione lenta. Per questo il contenuto energetico degli alimenti può essere stimato grazie a una bomba calorimetrica. Le sostanze vengono ossidate abbastanza lentamente perché non si produca fuoco. Questo processo rilascia energia poiché si vengono a formare legami più forti. Questa quantità di energia può essere convertita in calore, oppure una parte di esso può essere usata dall'organismo per altri scopi, come la rottura di altri legami per innescare reazioni chimiche.
Gli organismi viventi producono ATP dalle varie fonti di energia attraverso la fosforilazione ossidativa. I legami fosfato terminali dell'ATP sono relativamente deboli rispetto ai legami che si formano con la scissione dell'ATP in adenosina monofosfato e fosfato disciolto in acqua. L'energia rilasciata è quindi l'energia di idratazione. Questo processo di idrolisi dell'ATP è usato come una batteria, al fine di immagazzinare energia in pacchetti da utilizzare per il metabolismo intermedio . L'utilizzo dell'energia chimica derivata dal riassetto di legami chimici molecolari alimenta i processi biologici di ogni organismo biologico.

## Tipi di reazioni
- Esoergonica: è una reazione spontanea che rilascia energia. Essa è favorita dal punto di vista termodinamico. La reazione ha bisogno di essere innescata con un'energia iniziale (energia di attivazione), che porta i reagenti da una configurazione stabile a una instabile e altamente energetica. I reagenti sono solitamente molecole complesse, le quali vengono scomposte in prodotti più semplici. L'intera reazione è solitamente catabolica. Il rilascio di energia, chiamato anche energia libera, è un ΔG negativo poiché vi è una perdita di energia a causa dei legami formati dai prodotti.
- Endoergonica: è una reazione anabolica che consuma energia. possiede un ΔG positivo poiché è necessaria energia per rompere i legami.

L'energia libera (ΔG) ricavata o persa in una razione può essere calcolata: ΔG = ΔH - T ΔS.
Inoltre, considerando la reazione:
{\displaystyle aA+bB\rightleftharpoons cC+dD}
si ha:
{\displaystyle \Delta G=\Delta G^{0}+RT\ln {\frac {P_{C}^{c}P_{D}^{d}}{P_{A}^{a}P_{B}^{b}}}}
dove:
- {\displaystyle \Delta G^{0}} è l'energia libera standard di reazione
- R è la costante dei gas, 1.987 cal/mol
- T è la temperatura in kelvin
- le P nel rapporto sono le pressioni parziali dei composti se gassosi.

## Cotrasporto
Nell'agosto 1960, Robert K. Crane presentò per la prima volta la sua scoperta del cotrasporto sodio-glucosio come meccanismo per l'assorbimento intestinale del glucosio. La scoperta di Crane fu la prima proposta di cotrasporto in biologia e fu l'evento relativo all'assorbimento dei carboidrati più importante del ventesimo secolo.

## Teoria chemiosmotica
Uno dei maggiori successi della bioenergetica è la Teoria chemiosmotica di Peter D. Mitchell, che descrive la funzione dei protoni disciolti in acqua nella produzione dell'ATP all'interno degli organuli cellulari come i mitocondri. Altre sorgenti cellulari di ATP come la glicolisi sono state comprese, ma questo tipo di processi per l'accoppiamento diretto dell'attività enzimatica per la produzione di ATP non sono, nella maggior parte delle cellule, la principale fonte di energia chimica utilizzabile. L'accoppiamento chemiosmotico è il principale processo di produzione di energia nelle cellule, viene infatti utilizzata nei cloroplasti e in vari organismi monocellulari oltre ai mitocondri.

## Bilancio energetico
Il bilancio di energia è l'omeostasi energetica dei sistemi viventi. Viene misurata con la seguente equazione:
energia assorbita = calore interno prodotto + lavoro esterno + energia immagazzinata.